# Stazione di Mercenasco
La stazione di Mercenasco è una fermata ferroviaria posta sulla linea Chivasso-Aosta, è al servizio del comune di Mercenasco.

## Storia
La stazione entrò in funzione il 5 novembre 1858, con l'attivazione della tratta Caluso–Ivrea della linea per Aosta.

## Strutture e impianti
Il fabbricato viaggiatori si sviluppa su due piani.

## Movimento
La stazione è servita da treni regionali effettuati da Trenitalia nell'ambito del contratto di servizio stipulato con la Regione Piemonte.

## Servizi
La stazione dispone di:
- Biglietteria automatica

## Interscambi
- Fermata autobus